# Nouzov (Unhošť)

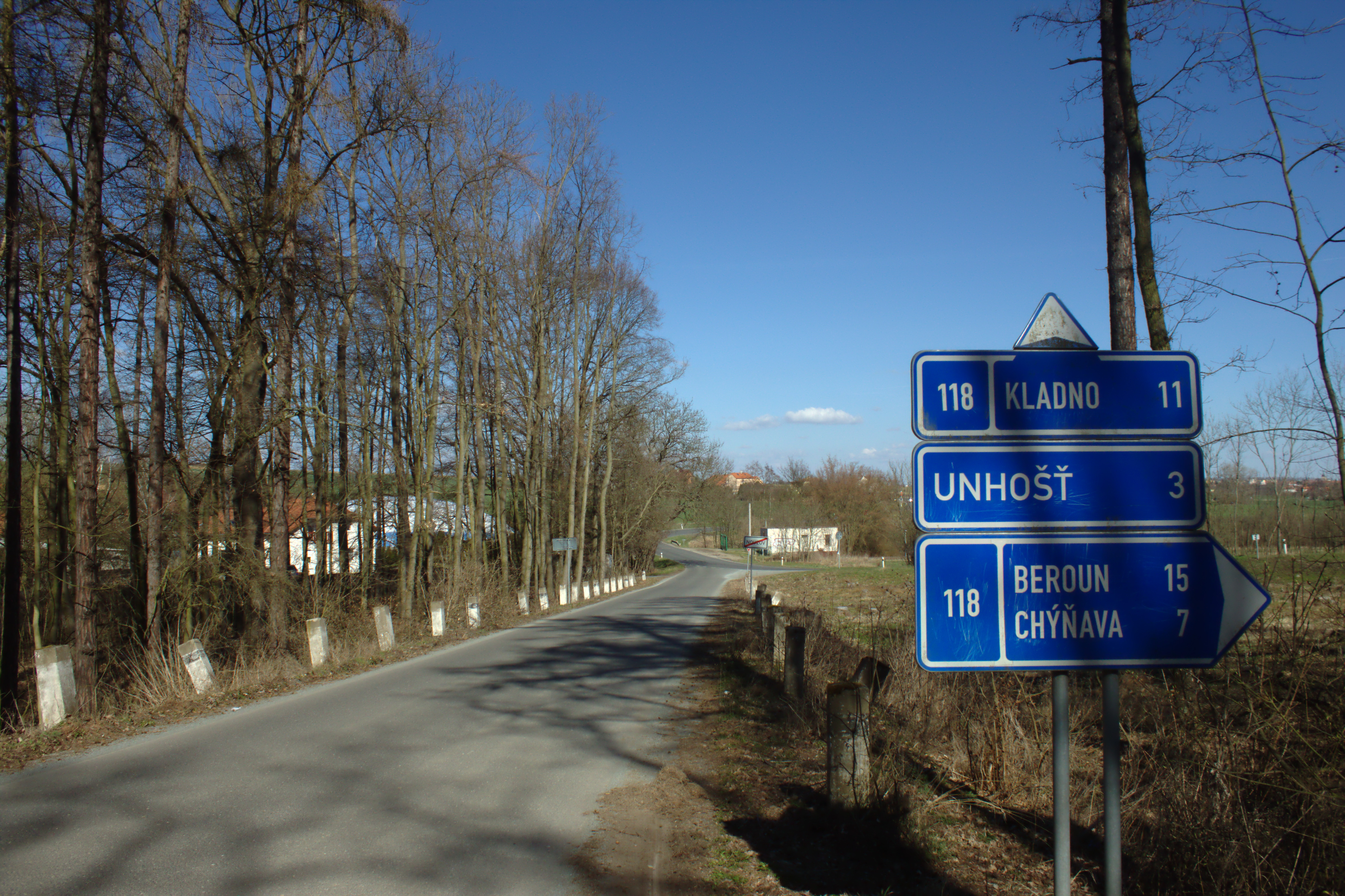
Nouzov, rozcestí

Nouzov je osada, část města Unhošť v okrese Kladno. Má status základní sídelní jednotky. Jedná se o letovisko na kraji rozsáhlých křivoklátských lesů asi 3 km jihozápadně od Unhoště.

## Název
Původ názvu (původně samoty) není jasný. Badatelé a regionální historici se domnívají, že důvodem bylo složení převážně břidličnaté, místy jílovité půdy, pole byla tedy dost neúrodná. Zároveň v horní části Nouzova se dodnes projevuje nedostatek pitné vody. Není jasné, zda název obci dala nouze o vodu nebo slabá – nuzná – úroda.

## Historie
V 18. století byl v místě uprostřed pastvin postaven ovčín se stodolou. V 19. století na Nouzově stála myslivna, kde bývalo (již před rokem 1880) sídlo lesního úřadu města Unhoště.
Výstavba rekreačních vil zde započala na přelomu 19. a 20. století a pokračovala v prvních desetiletích 20. století.
Jednou z letních vil (u roku 1855) je vila ředitele dolů a hutí v Kladně Gottfrieda Bachera, který uspořádal po své přátele oslavu v nové vile a při večeři byl raněn mrtvicí[nepřesný odkaz] a zemřel 25. 6. 1897. Jeho ostatky byly převezeny do Brambergu v Solnohradsku; vilu zdědily manželka Johanna a dcery Hermida a Stefanie.
Velký podíl na založení letoviska měl Antonín Neumann, hostinský a člen městského zastupitelstva v Unhošti. Předsevzal si, že v Unhošti založí lázně podle vzoru Sebastiána Kneippa (1821–1897), zakladatele lázní v německém Wöerishofenu. Na vlastní náklady začal již v roce 1893 v blízkosti města směrem k Nouzovu budovat vycházkovou (Neumannovu) stezku, která byla dokončena až po jeho smrti nákladem města Unhoště v roce 1897.
V roce 1891 byla na Nouzově postavena Spalova restaurace (dnes sídlo nahrávacího Studia Records) a restaurace Hůlova (t. č. již objekt neexistuje).
Popularita Nouzova vzrostla s vybudováním zřídla Čeperka (severně od Nouzova). O této pramenité vodě se tradovalo, že podporuje trávení a pomáhá při plynatosti žaludku a střev. Společnost byla založena v roce 1928 a začala 6. května 1929 stáčet vodu do lahví a s názvem Čeperka prodávat v Unhošti a okolí; voda se rozvážela se i do Kladna a Prahy. Pozdějšímu majiteli zřídla Vincenci Neumannovi město Unhošť povolilo, aby pro vodu jako ochrannou známku užíval znak města Unhoště – jelena se zlatým obojkem. Nedaleko zřídla byl postaven hotel s bazénem a tenisovými kurty. Hotel byl velmi využívaný. V závěru druhé světové války zde byl usídlen výcvikový oddíl příslušníků Moravcova kuratoria (Dobrovolnická svatováclavská rota), který 5. května 1945 kapituloval a byl odzbrojen občany Unhoště, Nouzova a okolních obcí - účastníky Květnového povstání. V 50. letech 20. století areál včetně hotelu převzala Čsl. lidová armáda. Zřídlo Čeperka spravované Středočeskými pivovary a sodovkárnami Velké Popovice byl jako nerentabilní zastaven a v roce 1973 byl zrušen. Areál přeměněný na kasárny přestala armáda po roce 1990 užívat, poté byl převeden do vlastnictví města Unhošť.
V současné době na rozsáhlé ploše probíhá rozsáhlá bytová zástavba.     

## Osobnosti

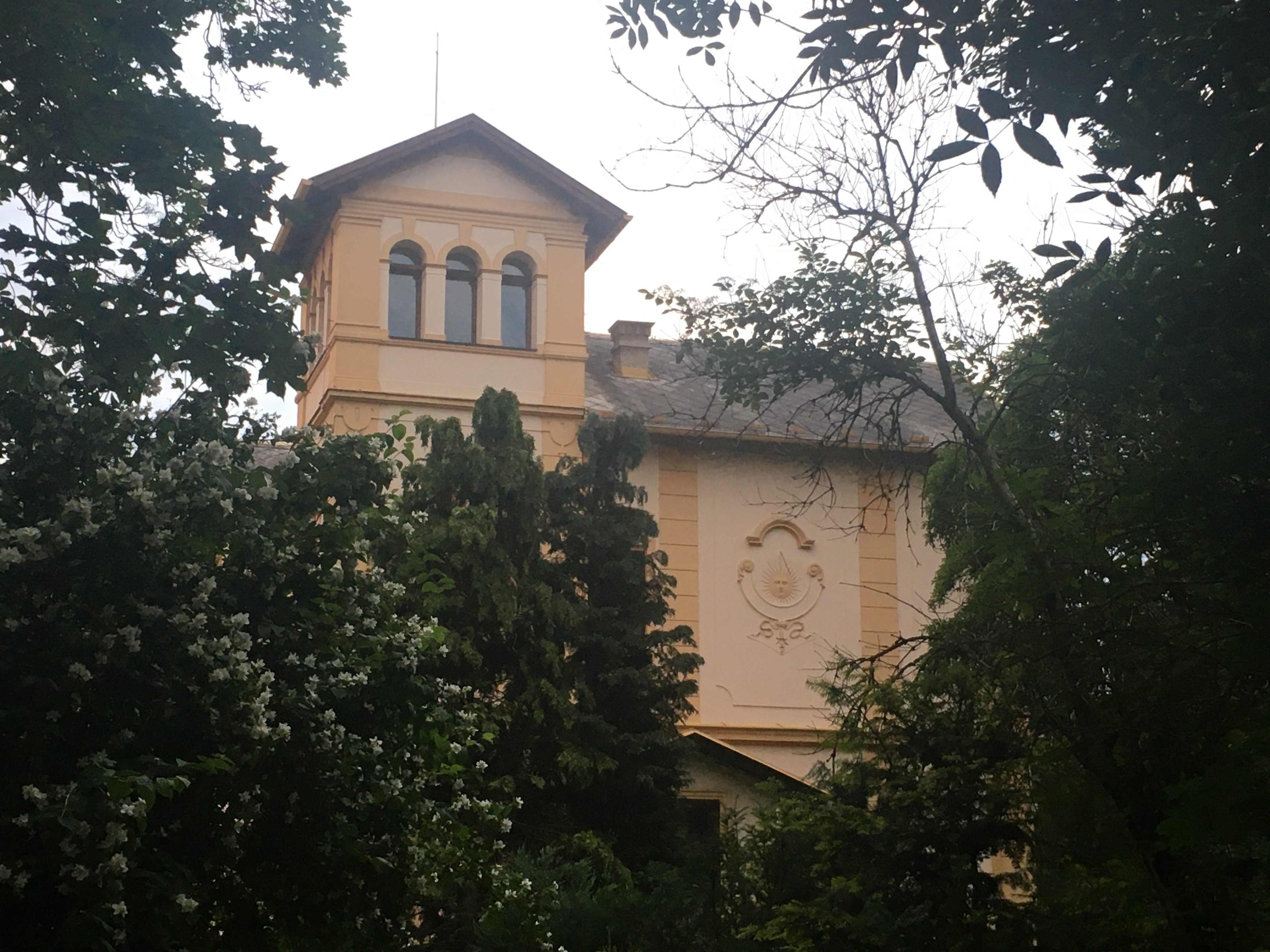
Bachrova vila

Žil zde několik let zakladatel Housovy divadelní společnosti Vladimír Housa (1874–1931).
Básník, prozaik a překladatel Josef Hiršal (1920–2003) zde v roce 1941 působil jako lesní dělník.
V roce 1950 byl do Nouzova z Kladna vystěhován hutní odborník a v letech 1932–1945 ředitel Poldiny hutě, a.s. ing. Franz Hummelberger, v roce 1960 mu bylo povoleno vystěhování do Rakouska.
První česká pilotka s mezinárodním osvědčením Božena Láglerová (1886–1941) se léčila v Nouzově po havarii letadla v roce 1911 před svým odchodem do zahraničí.
Dnes má v Nouzově sídlo nahrávací Studio Records.
V Nouzově 27. 6. 1941 zemřel (narozen 11. listopadu 1872 v Praze) významný kladenský tiskař a vydavatel Jaroslav Šnajdr, který se vyučil sazečem a po vyučení pracoval v tiskárně Práva lidu v Praze. V roce 1903 získal svoje první ocenění za nevšední úpravu tiskovin. Spolu se sazečem Otakarem Janáčkem založili společný podnik Šnajdr – Janáček v Kladně, která pracovala v letech 1903–1906. V roce 1906 Otakar Janáček odešel do Prahy a Jaroslav Šnajdr získal vlastní koncesi na provozování tiskárny a nakladatelství v Kladně. Tiskl knihy, časopisy, noviny, reklamy, kalendáře i letáky. Spolupracoval s grafikem a ilustrátorem Stanislavem Kulhánkem a knihařem Josefem Brouskem, čímž výrazně zkvalitnil své tisky. V roce 1911 dal postavit novou budovu tiskárny (byla zároveň i rodinnou vilou), dnes je tato tzv. Šnajdrova tiskárna (č. 30617/2-4038) památkově chráněna. Spolupracoval s pražským nakladatelem Janem Laichtrem. Vydal díla F. Baleje, Q. M. Vyskočila, J. Šlejhara, Josefa Svatopluka Machara, V. Lesného, M. Lesné-Krausové, Františka Lexy, Ad. Nešpora, A. I. Kalvody a všechny spisy básníka a filozofa Rabíndranátha Thákura. Vydával Vlastivědný sborník okresu slánského a kladenského (1923–1941).
Pobýval zde malíř Cyril Bouda, známé jsou jeho práce inspirované zdejším pobytem. Často na své chatě pobýval hudební skladatel a muzikolog Jan Hanuš (1915–2004) oceněný v roce 1999 Václavem Havlem medailí Za zásluhy za vynikající umělecké výsledky.
V Nouzově bydlel a dne 1. 10. 2011 zemřel malíř, grafik, restaurátor a profesor AVU v Praze Raimund Ondráček.